# Marguerite La Marche
Pour les articles homonymes, voir La Marche (homonymie).
Marguerite La Marche, née Dutertre en 1638 et morte en 1706, est une sage-femme française.

## Biographie
Marguerite La Marche est orpheline. Sa vocation lui vient d'une rencontre avec une hospitalière de l'Hôtel-Dieu de Paris où elle reçoit sa formation.  
En 1662, Marguerite La Marche est nommée sage-femme en chef à l'Hôtel-Dieu de Paris.  
En 1677, elle publie le premier manuel de médecine écrit par une femme en Europe, Instruction familière et très facile, faite par questions et réponses touchant toutes les choses principales qu'une sage-femme doit savoir pour l'exercice de son art. Des croquis de l'utérus, des trompes de Fallope, du vagin et des organes internes des femmes sont publiées dans le traité d'obstétrique.
À l'âge de 23 ans, vers 1661, elle épouse Jean Didiot, sieur de Lamarche après être diplômée.
Elle meurt à l'Hôtel-Dieu de Paris.